# Vis
Vis (italijansko: Lissa, latinsko: Issa) je srednjedalmatinski otok v Srednjem Jadranu. Leži precej stran od celinske obale, približno 20 km zahodno od Hvara, od katerega ga loči Viški kanal. S površino 89,72 km² je deveti največji hrvaški otok in peti največji med otoki Dalmacije, po dolžini obale (76,6 do 84,9 km) pa je šele enajsti oz. prav tako peti v Dalmaciji. S celino ga povezuje trajekt na liniji Split-Vis. Upravno je razdeljen med mesti Komiža in Vis, spada pa v Splitsko-dalmatinsko županijo na Hrvaškem.Koordinati:   43°02′01″N, 16°09′01″E

## Geografija
Vis je otok v srednjedalmatinskem arhipelagu, znan po neokrjeni naravi. Podnebje je milo, saj ima malo padavin (samo 560 mm letno, od tega 50 mm poleti), temperature so prijetne (srednja januarska temp. je 8,9 °C, julijska pa 24,3 °C). 
Otok od severovzhoda proti jugozahodu prepletajo kraška polja (Dračevo polje, Plisko polje, Zlo polje). Na njih večinoma uspeva vinska trta; poznano viško vino se imenuje plavac. 
Najvišji vrh na otoku je Hum (587 mnm). Ob zahodni obali otoka je prostran Komiški zaliv s peščenim dnom. Južna obala ima več manjših zalivov (Travna Vela, Stiniva, Teleška Vela, Ploče, Zaglav in druge). Najboljše pristanišče na otoku je v mestu Vis, ki leži na severni obali, kjer pristaja tudi trajekt iz Splita, s katerim je otok vsakodnevno povezan.

## Prebivalstvo
Na otoku po popisu prebivalstva leta 2023 živi 4.000 prebivalcev.

## Naselja
Na otoku sta dve večji naselji, ki imata status mesta, in sicer Vis in Komiža. Povezuje ju leta 1983 zgrajena desetkilometrska asfaltirana cesta. 
Poleg dveh glavnih naselij - pristanišč je na Visu še nekaj manjših vasi: Dračevo Polje, Duboka, Marinje Zemlje, Milna, Oključna, Plisko Polje, Podstražje, Podšpilje, Rogačić, Rukovac, Stiniva, Stončica in Žena Glava.
Samo mesto Vis je nastalo z združitvijo in skupnim poimenovanjem naselij Kut in Luka.

## Zgodovina
Prvi prebivalci so se na Vis naselili že v obdobju neolitika. V 5. stol. pr. n. št. je imelo ilirsko pleme Liburnov tu svojo državico, ki pa so jo še v istem stoletju zavzeli Grki iz Sirakuz in na mestu današnjega naselja Vis leta 397 pr. n. št. ustanovili svojo kolonijo Issa. Grki so tu zasadili tudi prvo trto na vzhodni obali Jadrana. V 1. stol. so otok zavzeli Rimljani. Do danes so se ohranili ostanki rimskih term in amfiteatra.
Kasneje je otok pripadal Bizancu, od leta 1420 do 1797 pa je bil pod oblastjo Beneške republike. V času Napoleonovih osvajanj so se na otoku izmenjavali Avstrijci (1797 - 1805), Francozi (1805 - 1811) in Angleži (1811 - 1814), ki so zgradili nad vhodom v viško luko zelo močno utrdbo; v tem obdobju pa je potekala tudi pomorska bitka pri Visu (1811) med Angleži in Francozi. 
V bližini Visa je bila ena največjih pomorskih bitk v 19. stoletju: tu je 20. julija 1866 avstrijska flota pod poveljstvom admirala Tegetthoffa premagala italijansko floto (Bitka pri Visu (1866)). Do leta 1918 je nato otok pripadal Avstriji, dve leti je bil pod italijansko okupacijo, leta 1920 pa je prešel pod upravo Jugoslavije. Med drugo svetovno vojno je osvobojeni Vis po kapitulaciji fašistične Italije leta 1943 postal glavna baza mornarice NOV in  glavno oporišče NOB, od junija 1944 do osvoboditve Beograda 20. oktobra 1944 pa je bil sedež Vrhovnega štaba NOV. Na otoku je bilo tudi letališče zaveznikov, namenjeno zlasti zasilnim pristankom ob bombardiranjih poškodovanih težkih bombnikov ob povratkih v baze v Italiji.
Po drugi svetovni vojni je na otoku sčasoma nastala velika pomorsko-vojaška baza JLA z več kot dvajsetimi objekti, med katerimi so vojašnice, podzemni bunkerji, rovi in zaklonišča, heliodrom, podmorniško sidrišče, radarska postaja. Tujcem je bil zato do leta 1990 dostop do in na otok prepovedan. Med hrvaško osamosvojitveno vojno so se na otok umaknile ladje JVM iz vojne luke Lora v Splitu, zato je bil dostop do otoka nekaj mesecev onemogočen.
Po njihovem umiku v Boko Kotorsko je otok v sestavu Hrvaške.

## Galerija slik
- Naselje in zaliv Vis
- Naselje Komiža
- Zaliv Stiniva v obliki naravnega amfiteatra
- Zemljevid Visa
- itova špilja
- Partizanska letala na letališču Vis
- Podmorniški bunker nekdanje JLA